# Cavendishia spicata
Cavendishia spicata är en ljungväxtart som beskrevs av A. C. Smith. Cavendishia spicata ingår i släktet Cavendishia och familjen ljungväxter. Inga underarter finns listade i Catalogue of Life.